# Animação com fantoches
A animação com fantoches é a animação feita com bonecos ao invés de desenhos. A primeira animação deste tipo foi The Beautiful Lukanida (1910) do diretor polonês Wladyslaw Starewicz.